# Alicja Kasperska-Zając
Alicja Kasperska-Zając (ur. 1970) – polska lekarka, alergolożka, profesor nauk medycznych.

## Życiorys
Absolwentka I Liceum Ogólnokształcącego w Prudniku i Śląskiej Akademii Medycznej w Katowicach. Stopnie i tytuły: lekarza (1995), doktora nauk medycznych (1999), doktora habilitowanego (2009) i profesora (2012).
Od 2018 roku kierowniczka i założycielka Europejskiego Centrum Diagnostyki i Leczenia Pokrzywki międzynarodowej sieci (Global Allergy & Asthma European Network Urticaria Center of Reference & Excellence)/ European Center for Diagnosis and Treatment of Urticaria (GA2LEN UCARE Network) – ośrodek badawczy i kliniczny.
Jest specjalistką chorób wewnętrznych i alergologii. Główne zainteresowania naukowe obejmują patogenezę, diagnostykę oraz leczenie pokrzywki/obrzęku naczynioruchowego. Jest autorem lub współautorem ponad 200 publikacji naukowych, m.in. w czasopiśmie „Allergy”.